# Francesco De Sanctis (architetto)
Francesco De Sanctis (Roma, 19 novembre 1679 – Roma, 26 marzo 1731) è stato un architetto italiano.

## Biografia

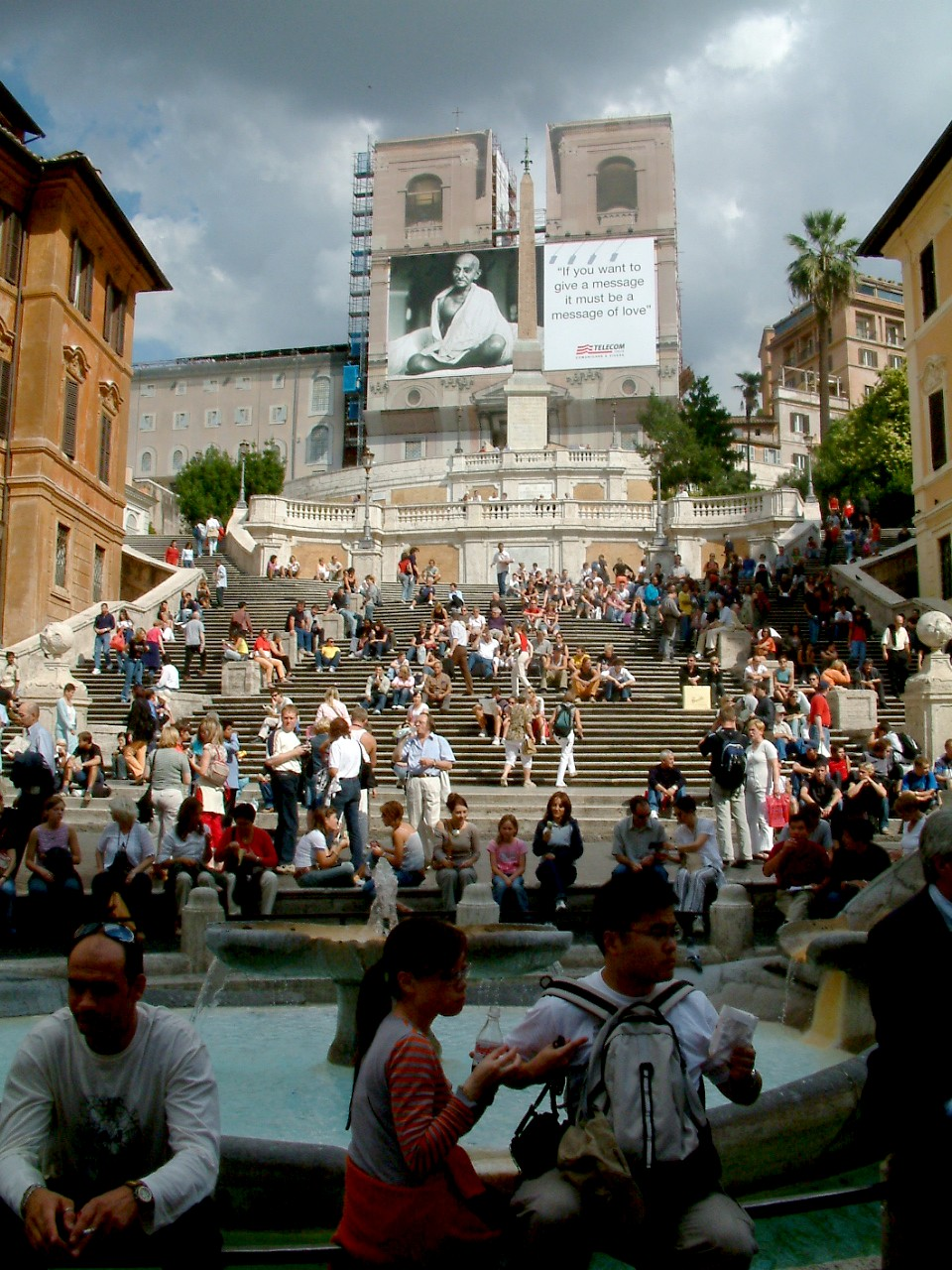
La scalinata di Trinità dei Monti in Piazza di Spagna a Roma.

Conosciuto ai più per la scalinata di Piazza di Spagna, eseguita in collaborazione con Alessandro Specchi, Francesco De Sanctis fu un importante architetto del tardo barocco romano.
La scalinata fu eseguita tra il 1723 e il 1726 per celebrare la pace tra le corone di Francia e Spagna, collegando una zona superiore di influenza francese (la chiesa della Trinità dei Monti era ed è officiata da religiosi di quella nazione) alla piazza inferiore, dove tuttora si trova l'ambasciata di Spagna presso la Santa Sede. Rispetto ai progetti mancano alcuni elementi esplicitamente richiesti da De Sanctis, come le grandi fontane alla pausa delle rampe e le due infilate di alberi ai lati, pensati per portare frescura e refrigerio a chi ascendeva verso l'alto.
L'altra sua opera conosciuta è l'elegante facciata della chiesa della Trinità dei Pellegrini, dal profilo concavo, versione settecentesca del San Marcello al Corso di Carlo Fontana.

## Galleria d'immagini

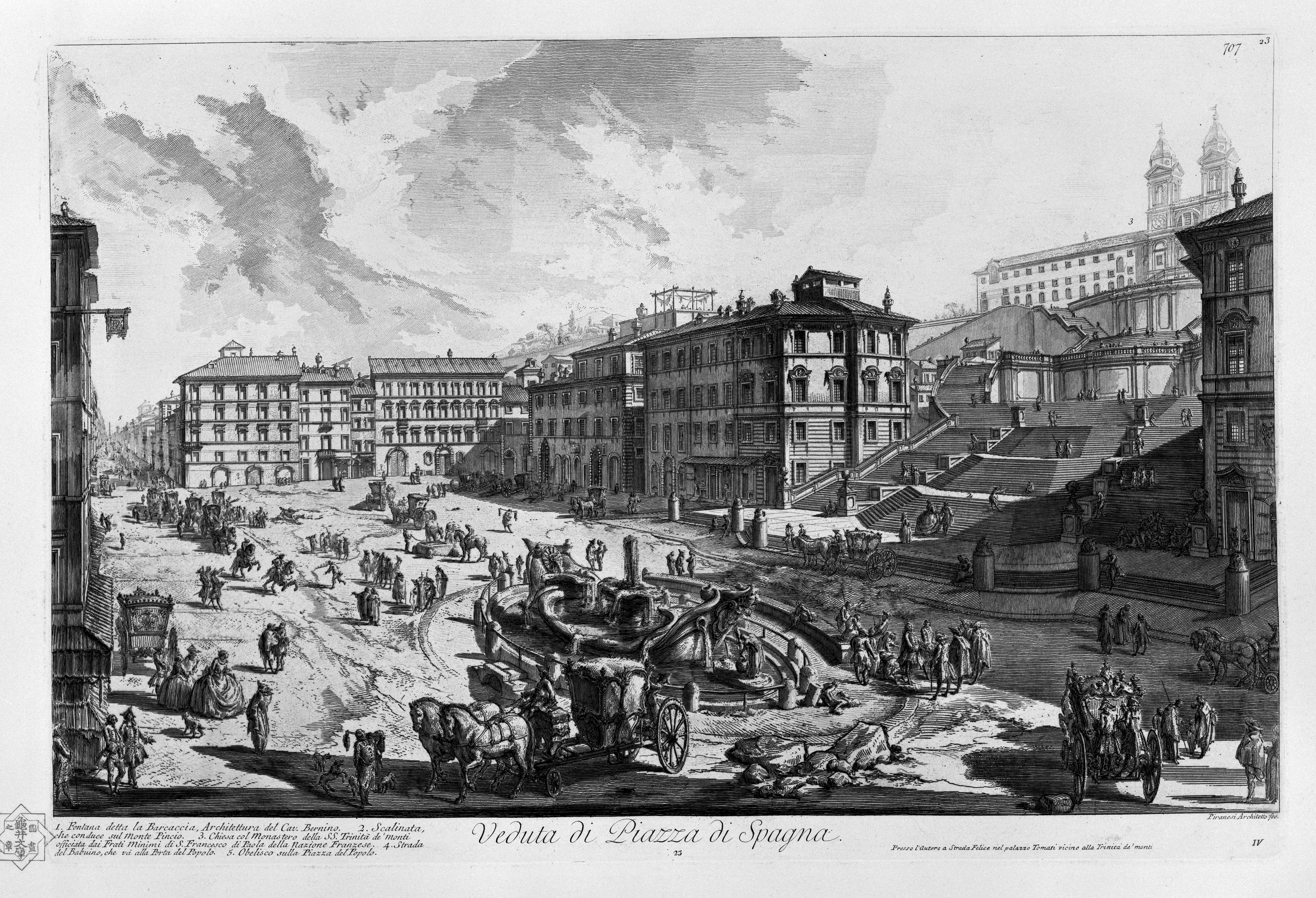
La scalinata in un'incisione di Piranesi
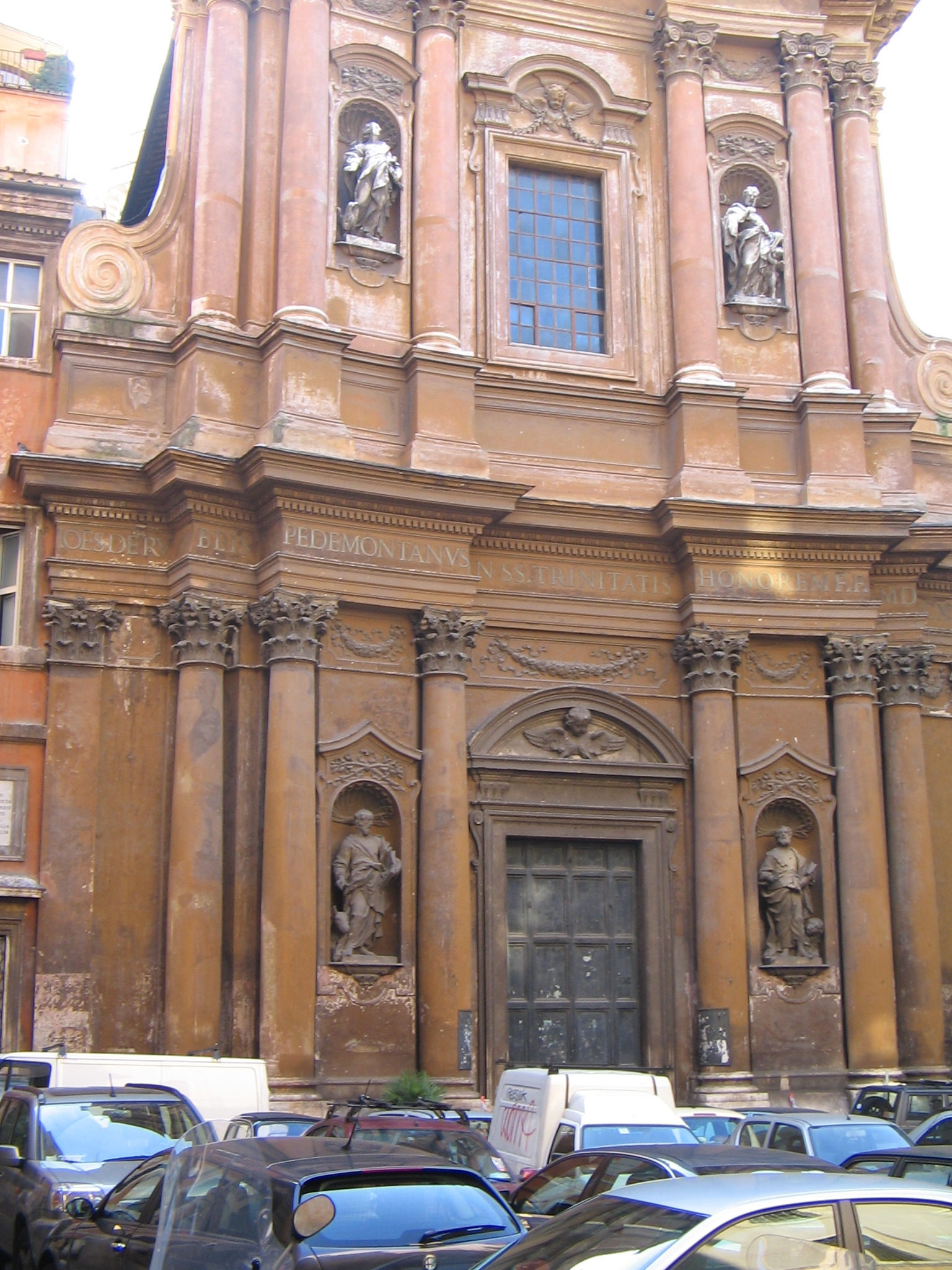
La facciata della Trinità dei Pellegrini
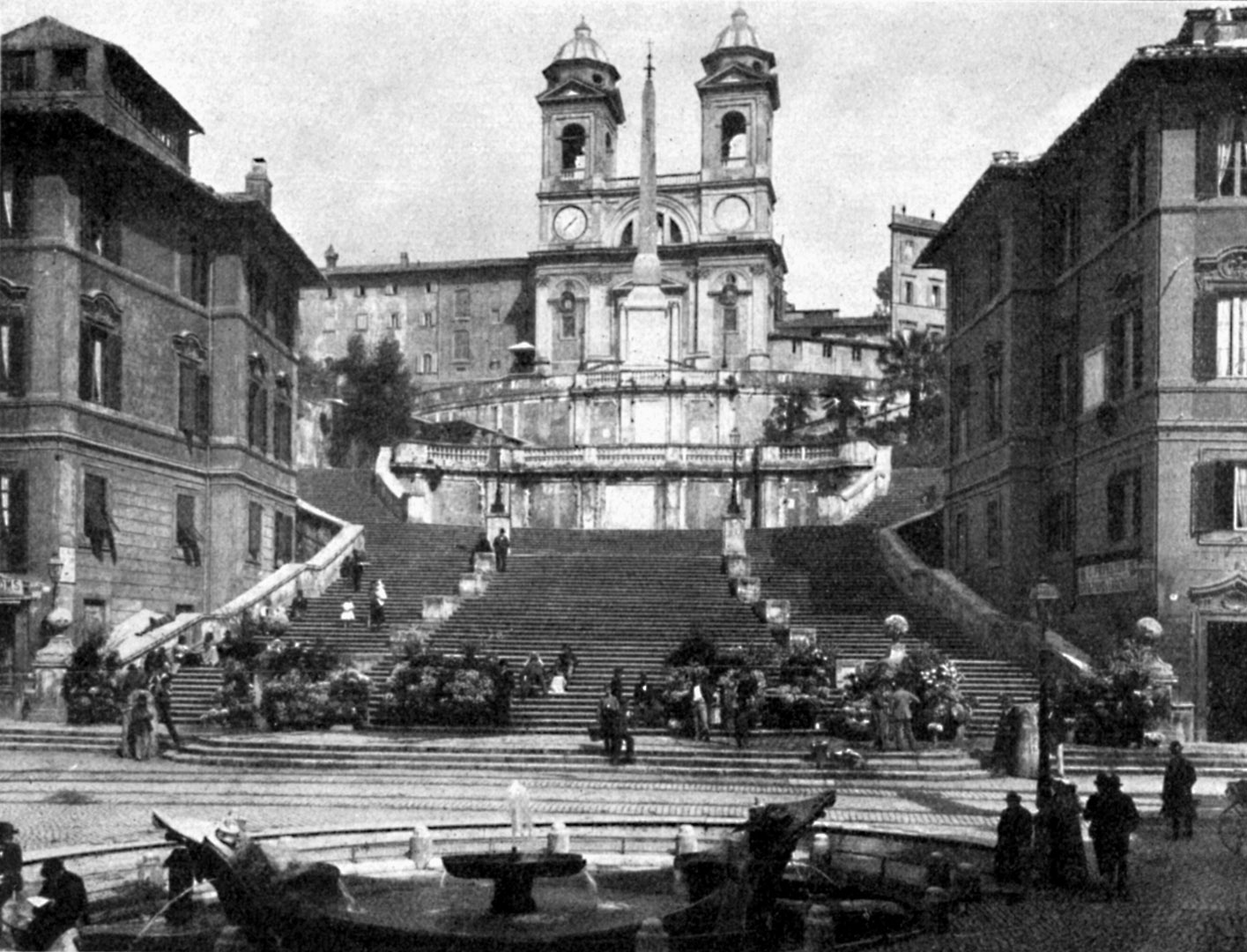
La scalinata in una vecchia foto